# Caramelles (ossa)
Caramelles (Alta Garona/Vall d'Aran, 1997 - Sèish (Arieja), 2021) fou una femella adulta d'os bru d'origen eslovè que visqué als Pirineus. És l'ossa que ha tingut més descendència a la serralada d'ençà que s'iniciaren els programes de reforç poblacional d'aquesta sub-població a mitjans dels anys 90. Tingué 20 ossalls en 11 ventrades. El seu nom fou un homenatge al municipi occità de Mèles (Melles en francès), a l'Alta Garona.
Caramelles nasqué l'hivern del 1996/1997 entre l'Alta Garona i la Vall d'Aran (filla de Pyros i Melba). Era germana de ventrada de Boutxy i Medved. Aquesta ventrada havia nascut als Pirineus abans de l'arribada de Pyros, el maig del 1997, cosa que indica que els tres germans havien estat concebuts a Eslovènia. Medved morí el juny del 1997 i Caramelles i Boutxy quedaren orfes amb menys d'un any, atès que Melba fou morta a trets al setembre.
Caramelles fou detectada per última vegada el 31 de maig de 2021 al municipi occità de Sèish, al Coserans (Arieja) acompanyada de dos nous ossalls. Posteriorment, aparegué un vídeo del 10 de juny amb les darreres imatges enregistrades de Caramelles amb la seva ventrada, a Sèish. Justament en aquest municipi, el 20 de novembre de 2021 Caramelles es trobava amb els seus dos cadells quan fou morta per un caçador de 70 anys durant una batuda del senglar. L'ossa efectuà una càrrega defensiva i ferí greument el caçador a les cames abans de caure abatuda. Els dos ossalls foren vistos de nou amb vida el 15 de gener de 2022, encara a la població de Sèish. En el cens d'aquest any s'informà que els cadells havien tirat endavant i ja eren subadults: un mascle i una femella, que foren batejats com a Titan i Aster.
A abril del 2022 es duia a terme una investigació judicial per determinar les circumstàncies de l'incident.

## Context
L'os bru als Pirineus es trobava al llindar de l'extinció local a la serralada a finals del segle xx, quan només quedaven 4 o 5 exemplars autòctons, degut a la persecució directa per l'home a que es veié sotmesa aquesta població. A partir de mitjans dels anys 90 s'emprengueren diverses mesures per revertir aquesta situació, guanyant molt protagonisme el reforç poblacional mitjançant la translocació d’individus reproductius originaris d’Eslovènia, on resideix una població viable de la mateixa subespècie europea. Entre el 1996 i el 2018 es van translocar 11 exemplars des d'aquest país balcànic (10 a França i 1 Catalunya)
Des de l'inici del programa es van registrar naixements d'ossos als Pirineus i a l'últim cens oficial, divulgat el 2019, s'informaren 52 exemplars vius, entre cadells, sub-adults i ossos adults. Tot i això, la població d'ossos bruns a la serralada continua estant catalogada en perill crític en l'última revisió de la llista vermella de la Unió Internacional per a la Conservació de la Natura (UICN), del 2018.
El reforçament de la població de l'os bru als Pirineus es va iniciar l'any 1996 amb una subvenció del programa Life de la Unió Europea de conservació i protecció d'espècies. Tot i les protestes aquell any, França va alliberar a Melles (Alta Garona) dos exemplars: les osses Živa i Melba, i el 1997, un mascle, en Pyros, tots procedents d'Eslovènia. L'origen va ser seleccionat atenent estudis que demostren que els ossos balcànics, del sud d'Escandinàvia, i els del sud i sud-oest d'Europa pertanyen a una única línia genètica, que s'explica pel fet que es va produir un refugi durant l'última glaciació al sud d'Europa. Translocar ossos del cantàbric, encara més propers genèticament que els balcànics, no era una opció sobre la taula donada la complicada situació en què aleshores també es trobava aquesta altra població ibèrica, catalogada en perill d'extinció.

### Resistències a la reintroducció
La reintroducció de l'os als Pirineus suscita des de l'inici de la seva implantació importants adhesions i oposicions en el conjunt de la societat, amb partidaris i detractors que s'articulen en diversos grups d'influència. La principal resistència es deu al fet que un cop alliberats al nou medi pirinenc, els animals translocats i els seus descendents, així com succeïa amb els anteriors ossos autòctons, poden atacar de forma oportunista a la ramaderia i l'apicultura.
Les resistències de la població han estat molt fortes pel paper important que jugava el caràcter mític de l'os i la por atàvica que la seva presència despertava. La Generalitat de Catalunya pretenia fer de l'os una marca de qualitat turística, però l'any 1994, amb la notícia del pla d'alliberament, els municipis de les valls d'Àneu es van oposar a la presència de l'os.
La campanya opositora va aconseguir que el 1995 es retardés l'alliberament previst i el març de l'any següent es decidia no fer la reintroducció a Catalunya. Tot i això el departament d'Agricultura, Ramaderia i Pesca (DARP) de la Generalitat de Catalunya i el Ministeri de Medi Ambient de França van firmar un conveni de col·laboració per garantir la coordinació del seguiment i control dels ossos alliberats a França, per la possibilitat que passessin la frontera. L'abril de 1996 els ramaders i caçadors del Pallars Sobirà i la Vall d'Aran es van manifestar contra l'alliberament dels ossos que es dugué a terme a França al mes següent.

## Biografia
L'hivern del 1996/1997 les dues osses reproductores translocades d'Eslovènia arribaren embarassades i tingueren ventrades entre l'Alta Garona i la Vall d'Aran. Mentre Živa donava a llum a Nere i Kouki, Melba paria a Boutxy, Medved i Caramelles. Les anàlisis genètiques demostraren que Boutxy i Caramelles eren fills de Pyros, però com que els cadells van néixer als Pirineus abans de l'arribada de Pyros, al maig del 1997, es demostrava així que la fecundació s'havia produït a Eslovènia.
Medved va morir al juliol del 1997 per debilitat, amb pocs mesos de vida. Poc després, Boutxy i Caramelles van quedar orfes, donat que la seva mare va ser morta a trets per un caçador.
El matí del 27 de setembre de 1997, a Bezins-Garraux (Alta Garona), un caçador s'estava a l'aguait en una batuda del senglar, amagat sota un arbre en una línia de carena. Melba, acompanyada dels seus dos cadells Boutxi i Caramelles, probablement no va detectar el caçador a causa de la configuració del terreny i passà a prop seu. Al descobrir-lo, es sorprengué i efectuà una primera càrrega defensiva contra el caçador, aturant-se a cinc o sis metres d'ell. Després, els cadells s'allunyaren. Melba efectuà una nova càrrega, molt més a prop, i el caçador, en defensa pròpia, la disparà i matà quan es trobava a menys de tres metres d'ell.
Posteriorment, Boutxy i Caramelles es van escapar i van sobreviure. Una vegada emancipada, Caramelles s'establí als afores del territori de la seva mare, entre el Coserans i Catalunya.
Caramelles ha tingut almenys 20 cadells en 11 ventrades des del 2001. Pyros, el seu propi pare, és el mascle que l'ha fecundat més vegades: 8, de les quals han resultat 14 cadells. El seu primer fill fou un ossall mascle anomenat «Salau 2001», que fou trobat mort per una caiguda. Les següents ventrades foren el 2002 (un dels dos cadells era Caramellita), el 2003 (vistos el maig del 2004), el 2006, el 2010 i el 2012. A finals del 2016, l'equip de seguiment comptava que Caramelles tenia dos ossalls de més d'un any i que Pyros, de nou, n'era el pare. El 2017 tingué uns altres dos cadells amb Pepito. El trio fou captat per una càmera trampa a l'Alt Àneu, dins del Parc Natural de l'Alt Pirineu. El 2020 es feu públic que Caramelles havia tingut dues cries més l'any anterior. L'ONG Pays de l'Ours informà que els cadells serien un mascle i una femella, vistos al terme de Coflens, a Coserans (Arieja), i que el pare en seria Flocon. El 2021 Caramelles fou detectada al municipi occità de Sèish, al Coserans (Arieja) acompanyada de dos nous ossalls (Titan i Aster).
Caramelles és la mare dels següents ossos identificats amb nom propi: Salau 2001, Caramellita (2002), Salau 2004, Bonabé (2006), Pelut i Plume (2010), Alos i Isil (2012), Boet i Esmolet (2014) i Titan i Aster (2021).